# جون كيم
جون كيم (بالإنجليزية: John Harlan Kim)‏ هو ممثل أسترالي، ولد في 10 يناير 1995 في أستراليا. من الجوائز التي نالها جائزة أوتو لابورت ‏ سنة 2001.

## جوائز
- جائزة أوتو لابورت [الإنجليزية]‏ (2001)

## وصلات خارجية
- جون كيم على موقع IMDb (الإنجليزية)
- جون كيم على موقع روتن توميتوز (الإنجليزية)
- جون كيم على موقع ألو سيني (الفرنسية)
- جون كيم على موقع قاعدة بيانات الفيلم (الإنجليزية)
- جون كيم على موقع ليتربوكسد (الإنجليزية)